# ボー (犬)
ボー（英語：Bo、別名：ボー・オバマ、2008年10月9日 - 2021年5月8日）は、アメリカ合衆国大統領一家であるオバマ家のペットである。ボーはオスのポーチュギーズ・ウォーター・ドッグ（ポルトガル・ウォーター・ドッグ、別名：ポーティ）で、去勢されている。数か月に渡る飼育の後、バラク・オバマ大統領とその家族に贈られた。娘のマリア・オバマにペット・アレルギーがあるため、最終選定ではアレルギーを起こしにくいことが考慮された。ホワイトハウスは「ファースト・ドッグ」と呼んでいるが、これは最近の米政権が用いている用語である。

## 犬種について
ポーチュギーズ・ウォーター・ドッグは、かなり珍しい犬種である。イギリスの2009年クラフツ（Crufts）コンペティション（ドッグショー）では、48頭しかエントリーしなかった。『The New Complete Portuguese Water Dog』（新・ポーチュギーズ・ウォーター・ドッグのすべて）の著者キティ・ブラウン（Kitty Braund）は、北米には約50,000頭のポーティがいると考えている。ブリーダー（飼育者）の中にはポーチュギーズ・ウォーター・ドッグは低アレルギー誘発性の犬種であると主張する者もいるが、それを立証する科学的な証拠はない。

## ブリーダーと最初の飼い主
ボーは、テキサス州ボイド在住のブリーダーであるスターン夫妻（Art and Martha Stern）によって、9匹の仲間とともに飼育された。そのうちの1匹はエドワード・ケネディ（Edward Moore "Ted" Kennedy）上院議員のキャピー（Cappy）というポーティで、オバマの勝利を祝して「ホープ・アンド・チェンジ」（希望と変革）と名付けられた。

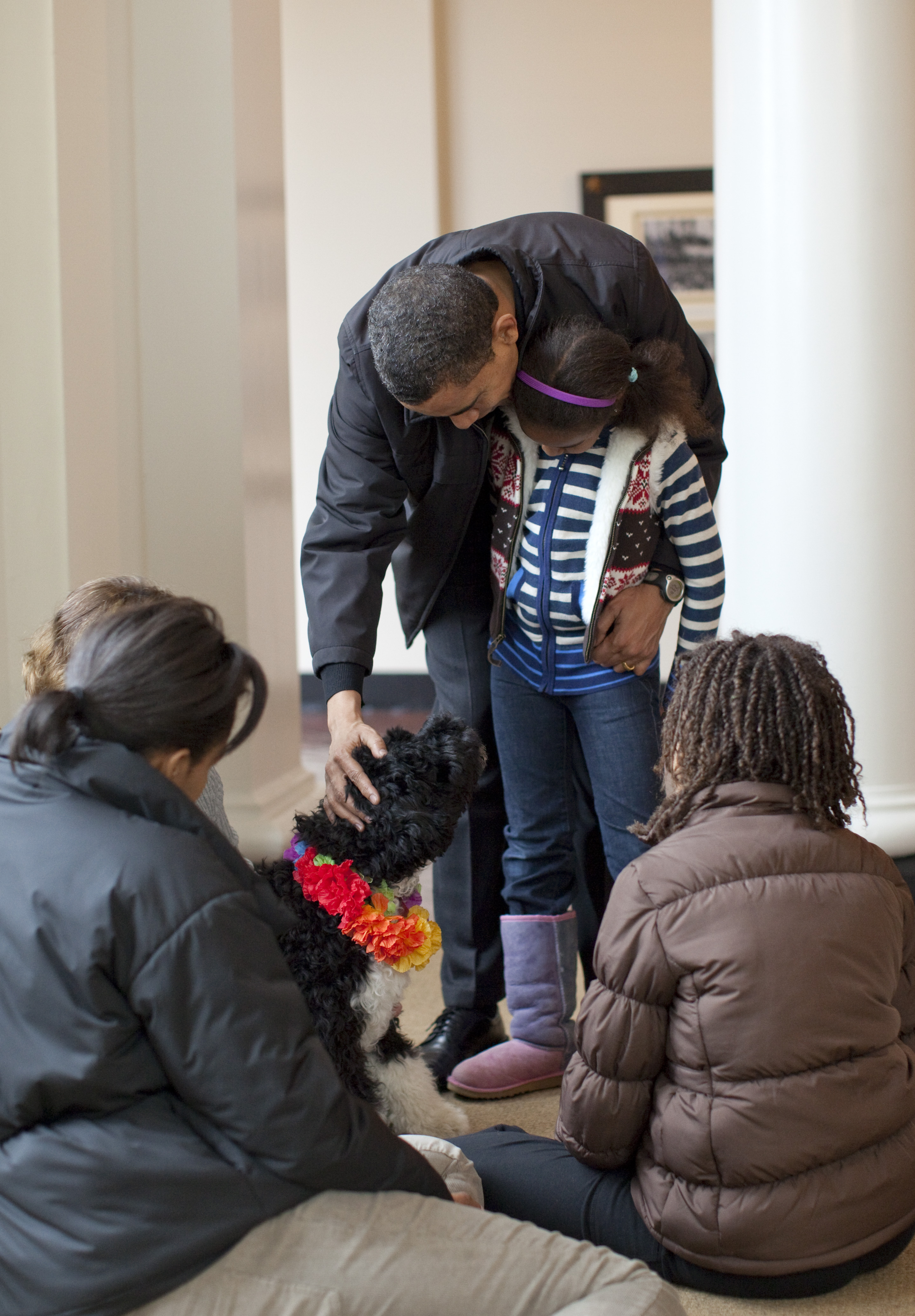
オバマ家とボー

ボーはある人物（公に明かされていない）によってスターン夫妻から買われたが、結局、その新しい飼い主はボーを夫妻に返した。購入の際、もし上手くいかなかった場合はその犬をブリーダーに返却しなければならない、という契約を結んでいたのである。2009年1月5日、ボーはケネディのしつけトレーナーでバージニア州ヒューム在住のドーン・シルヴィア（Dawn Sylvia）によって登録された。
ボー・オバマにはリコ（Rico）という兄弟がいる。リコの飼い主はテキサス州ヒューストン在住のサラダッド夫妻（King and Tracy Soledad）である。

## オバマ家のファースト・ドッグ探しとメディアの注目
次期大統領として臨んだ最初の記者会見で、オバマは記者から一家が購入する予定の犬種について尋ねられた。それに対しオバマは「私たちはシェルター・ドッグ（施設で保護されている犬）を望んでいるが、シェルター・ドッグの多くは雑種だ。私と同じように。」と答えた。また、「（娘の）マリアはアレルギーを持っているので、アレルギーを起こしにくい犬である必要がある。
低アレルギー誘発性の犬種はたくさんある。」とも語った。
1月初旬にマリアがジョージ・ステファノプロスに対して番組の中で彼女の父にある質問を尋ねるように頼んだ。その質問への回答の中で、オバマは「彼女たちはラブラドゥードルやポーチュギーズ・ウォーター・ドッグのような中型サイズの犬に絞ったようだ。そこでそれらの犬がいつから来られるのか、シェルター（動物保護施設）を調べ始めるところなんだ。」と語った。その結果、オバマ家が犬を探していることが大きく報道された。2009年4月12日、オバマ家は間もなく、ケネディ上院議員からの贈り物として生後6ヶ月のポーチュギーズ・ウォーター・ドッグの子犬を受け取る、とアナウンスされた。その犬は数週間前に、職員が「ザ・ミーティング」と呼ぶ融和性や評判の評価を行う秘密会議の中で、家族のもとを訪れた、と報道された。しかし2009年4月14日にホワイトハウスに公式に引っ越しすまでは受け取られなかった。ボーが届くとすぐに、家族はホワイトハウスの南庭でボーと一緒に記念写真を撮った。その場でオバマはボーをオーバル・オフィスの中に入ることを許すか尋ねられ、「もちろん」と答えた。彼はまたトルーマン大統領の「あなたがもしワシントンに友人を欲しいなら、犬を飼いなさい」という有名な言葉を引用した。後日ホワイトハウスのウェブサイトが更新され、ボーの公式写真と詳しい経歴が掲載された。

## ボーの詳細情報

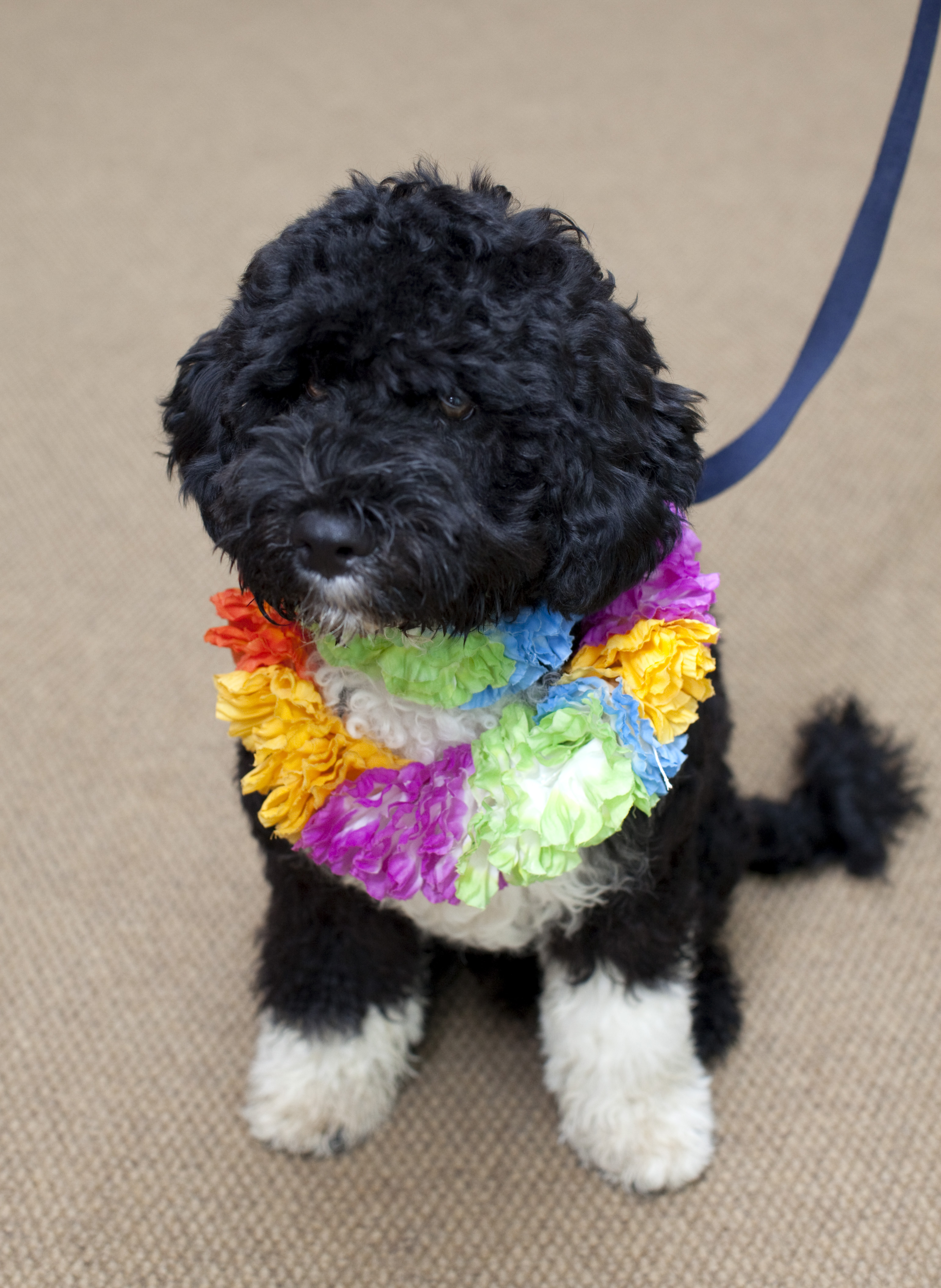
ホワイトハウス到着時、首にレイをかけられたボー

アメリカンケネルクラブの飼育登録には「アミーゴズ・ニュー・ホープ」（友人の新たな希望）として登録され、元の飼い主は「チャーリー」（Charlie）と名付けた。その子犬の現在の名前「ボー」は、オバマ大統領の2人の娘マリアとサーシャによって命名された。その名は彼女たちのいとこの飼い猫とミシェル夫人の父のニックネームであるディドリー（Diddley）に由来し、また同時に歌手の故ボ・ディドリー（Bo Diddley）にも因んでいる。
2009年6月、ホワイトハウスは1枚のベースボール・カードを発行した。表面にはボーの新しい公式ポートレイト写真が、裏面には好物はトマト、まだ泳げない、といったそれらしい情報が載っている。そのカードは、自分の住所を書いた切手付き封筒をホワイトハウスに送ると入手できる。

## 救護論争
オバマ家は当初、シェルター・ドッグ（施設で保護されている犬）を強く要望していたようだが、それを公式には表明していない。2008年の夏、動物福祉団体のベストフレンズ動物協会は、オバマ家がシェルター・ドッグのような保護されている動物を飼うように求める請願書に50,000人の署名を集めた。
実際にはボーはケネディ家からの贈り物なので、シェルター・ドッグではない。セザール・ミラン（Cesar Millan）をはじめ、犬の専門家の中には、ボーは「レスキュー・ドッグ」（救護された犬）と呼ばれるより大きなグループに属すると考えられる、と主張する者もいる。というのも、ボーは最初の飼い主の下で失敗したのである。ある年長のメス犬と一緒にさせられた際、 ボーは吸乳しようとしてその犬に嫌われてしまった。オバマ家はシェルター・ドッグへの支持を示すため、コロンビア特別区動物愛護協会（District of Columbia Humane Society）への寄付を約束した。

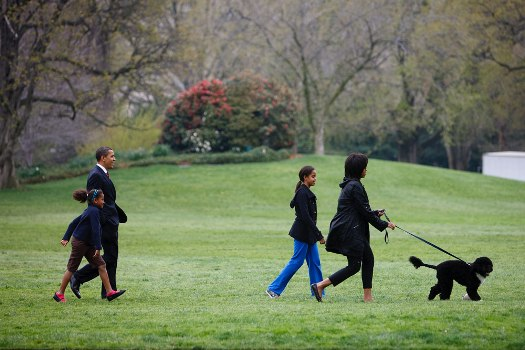
ボーと一緒に歩くオバマ家

ボーはシェルターから迎えられたわけではないので、動物福祉支持者の中にはこの点を批判する者もいる。米国動物愛護協会（Humane Society of the United States）は、ウェブサイトで「セカンド・チャンス・ドッグを受け入れてくれた」オバマ家に感謝する声明を出した。同時に、ブリーダーを調べるべきではない、とも付け加えている。

## メディアでの反響

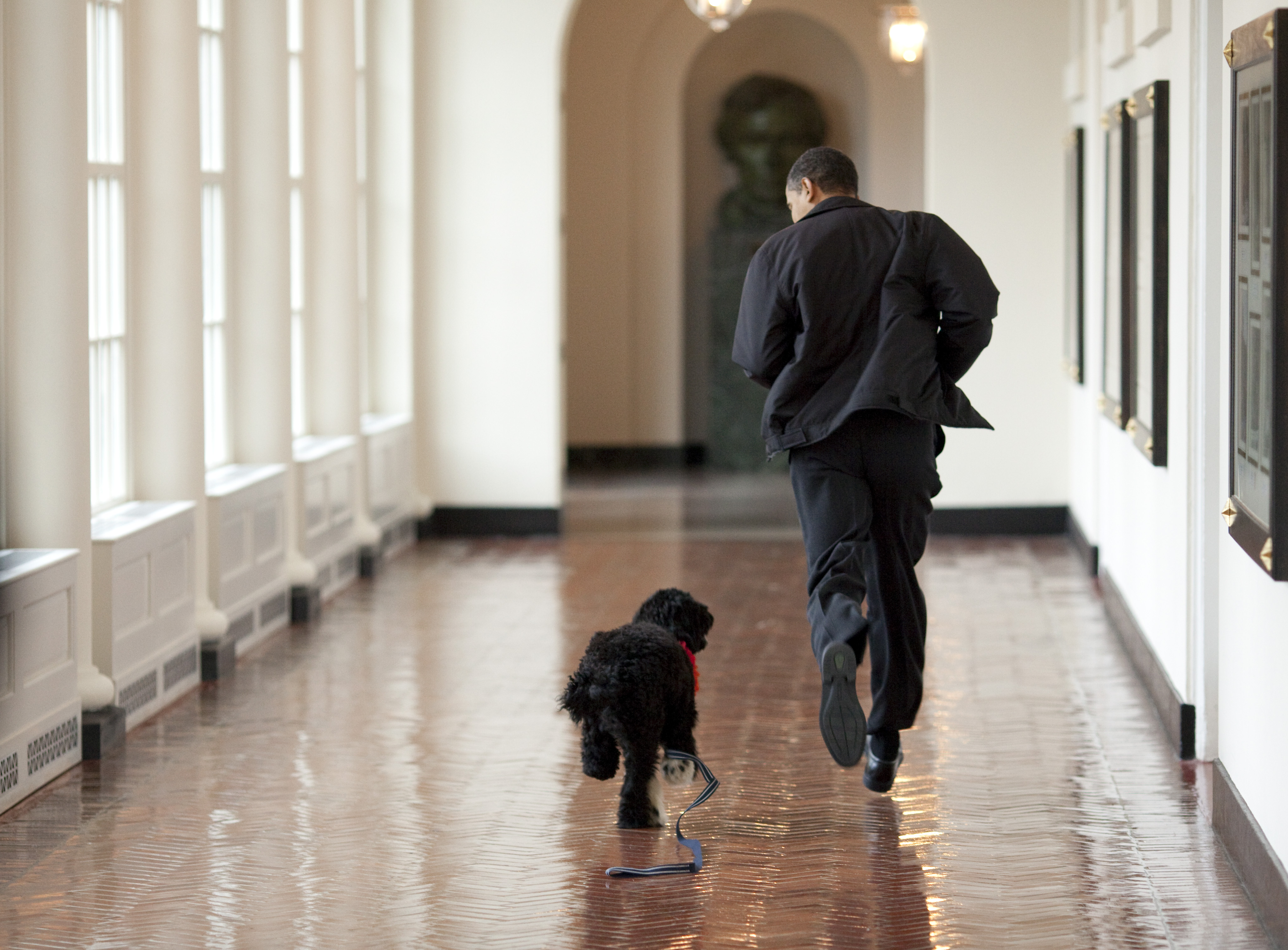
ホールの中を走るボーと大統領

印刷媒体でボーとの最初の面会を許可されたワシントン・ポスト紙のマニュエル・ロイ＝フランツィア（Manuel Roig-Franzia）は、その子犬を次のように表現した：「ボーはハンサムな男の子だ。ホワイトハウスでの公式な場によく調和している。彼の外見はタキシード・ブラックで、白い胸、白い足、そしてしゃれたひげを持っている。」
動物の倫理的扱いを求める人々の会（PETA、People for the Ethical Treatment of Animals）は、オバマ家が友人家族からその子犬を贈り物として受け取るという選択が、大統領をボーの去勢に走らせている、と主張した。しかし実際には、オバマ家が迎え入れる前にボーは既に去勢されている。
ボーの犬種であるポーティ（ポーチュギーズ・ウォーター・ドッグ）への関心が高まることが予想されたため、米国ポーチュギーズ・ウォーター・ドッグ・クラブは、その取得を検討している人々に対して「この犬種が自分のライフスタイルに合っているか確認する」ことを求める声明を出した。ポーティはケネル（犬の飼育所）で長期間1匹でいないようにする必要がある、と助言している。
ボーがファースト・ファミリーに加わってすぐ、彼を取り上げた4つの児童図書と1つのぬいぐるみの出版・製造が発表された。
2009年7月17日、著述家のベン・グリーンマン（Ben Greenman）はニューヨーク・タイムズ紙で、ボーのオフィスでの最初の100日間に関する記事を書いた。
2010年3月16日に放送されたヒストリー・チャンネルの『ライフ・アフター・ピープル』最終回では、プロデューサーが、人々がいなくなった後にボーの生涯がどのようになるのか想像した。

## 誘拐未遂事件
2016年1月8日、ノースダコタ州ディッキンソンに住むスコット・ストッカートという男がボーを誘拐しようとした嫌疑で逮捕された。USSSのエージェントは、彼のトラックから、2ゲージのポンプアクションショットガンとボルトアクションの22口径ライフルを発見している。

## 死去
ボーは2021年5月8日に死去したことがオバマ夫妻のSNSで報告された。